# 5996 Julioangel
5996 Julioangel este un asteroid din centura principală de asteroizi.

## Descriere
5996 Julioangel este un asteroid din centura principală de asteroizi. A fost descoperit pe 11 iulie 1983 la Stația Anderson Mesa de Edward L. G. Bowell. El prezintă o orbită caracterizată de o semiaxă mare de 2,56 ua, o excentricitate de 0,13 și o înclinație de 15,5° în raport cu ecliptica.